# Hymenophyllum integrivalvatum
Hymenophyllum integrivalvatum är en hinnbräkenväxtart som beskrevs av C.Sánchez. Hymenophyllum integrivalvatum ingår i släktet Hymenophyllum och familjen Hymenophyllaceae. Inga underarter finns listade.